# Mary Frances Leach
Pour les articles homonymes, voir Leach.
Mary Frances Leach, née le 22 mars 1858 à Payson (Illinois), et morte en 1939, est une chimiste américaine et professeure de chimie et d'hygiène.

## Jeunesse et éducation
Mary Frances Leach est née à Payson dans l'Illinois. Elle a étudié à Mount Holyoke College après un passage comme professeur d'école élémentaire dans le Massachusetts et a reçu son diplôme d'associé en 1880. Elle a ensuite déménagé à Michigan et enseigné au niveau secondaire dans divers districts jusqu'en 1891. En 1893, elle a reçu son diplôme de baccalauréat de l'université du Michigan.

## Carrière
Après ses études, elle devient professeure de chimie à Mount Holyoke, mais elle est revenue à Michigan en 1901 pour poursuivre son Ph.D., qu'elle a obtenu en 1903. Alors qu'elle est professeure à Mount Holyoke, elle a étudié à l'université de Zurich et l'université de Göttingen. De 1906 jusqu'à sa retraite en 1921, elle est professeure d'hygiène et de chimie à Western College of Women.